# Włodzimierz Toruń
Włodzimierz Toruń (ur. 1953) – polski literaturoznawca, dr hab. nauk humanistycznych o specjalności literatura polska XIX w., adiunkt Ośrodka Badań nad Twórczością Cypriana Norwida Wydziału Nauk Humanistycznych Katolickiego Uniwersytetu Lubelskiego Jana Pawła II.

## Życiorys
15 marca 2000 obronił pracę doktorską Wokół Norwidowej koncepcji słowa, otrzymując doktorat, a 18 września 2013 habilitował się na podstawie oceny dorobku naukowego i pracy. Pracował w Zakładzie Badań nad Twórczością Cypriana Norwida Międzywydziałowym Katolickim Uniwersytecie Lubelskim Jana Pawła II.
Objął funkcję adiunkta w Ośrodku Badań nad Twórczością Cypriana Norwida na Wydziale Nauk Humanistycznych Katolickiego Uniwersytetu Lubelskiego Jana Pawła II.